# Майк Рібейро
Майк Рібейро (англ. Mike Ribeiro, нар. 10 лютого 1980, Монреаль) — канадський хокеїст, центральний нападник.

## Ігрова кар'єра

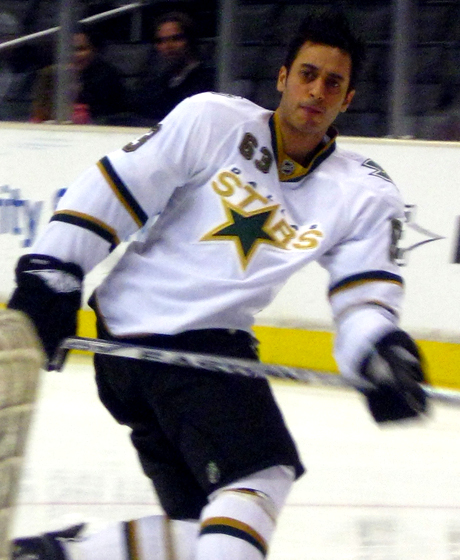
Рібейро в формі Даллас Старс.

Хокейну кар'єру розпочав 1997 року в ГЮХЛК виступами за команду «Руен-Норанда Хаскіс». Після завершення сезону отримав Кубок RDS, як найкращий новачок року ліги. 
1998 року був обраний на драфті НХЛ під 45-м загальним номером командою «Монреаль Канадієнс». 
За два роки з 1998 по 2000 Майк встиг відіграти за два клуби ГЮХЛК: «Руен-Норанда Гаскіс» і «Квебек Ремпартс», а також два клуби АХЛ «Фредеріктон Канадієнс» і «Квебек Цитаделлес». У сезоні 1999/2000 дебютував у складі «Монреаль Канадієнс» на контракті якого він буде до кінця сезону 2005/06 за цей час Майк зіграє за клуб «Гамільтон Булдогс» (АХЛ), а також фінський «Еспоо Блюз». 
Відігравши сезон 2006/07 у складі «Даллас Старс», 12 липня 2007 Рібейро продовжив контракт із «зірками» на один рік на суму $ 2,8 мільйонів доларів з можливістю його продовження після сезону 2007/08.
7 січня 2008 Майк та «Даллас Старс» переуклали контракт на п'ять років та суму $25 мільйонів доларів. Цьогоріч Рібейро провів свій перший матч усіх зірок НХЛ. 

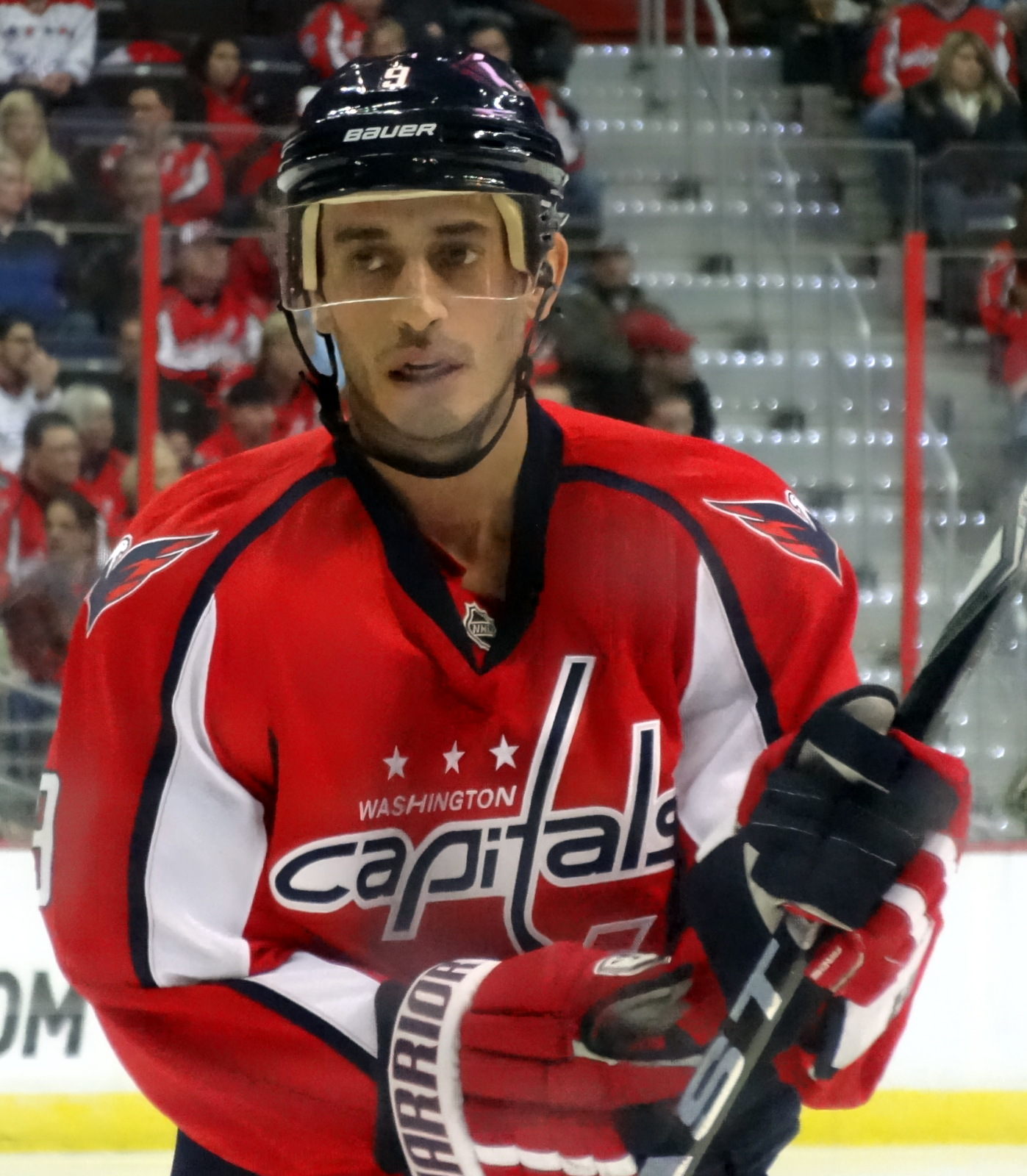
Рібейро в складі Кепіталс (2013).

22 червня 2012, Майка обміняли на Коді Ікіна з «Вашингтон Кепіталс». Поряд з такими зірками «кепіталс», як Олександр Овечкін і Ніклас Бекстрем, Рібейро в 48 матчах набрав 49 очок.
2 липня 2013 отримавши статус вільного агента Майк вже 5 липня підписує чотирирічний контракт з «Фінікс Койотс» на суму $22 мільйона доларів. Однак цей сезон з «Койотс» не став таким вдалим, як торішній, лише 52 очка в 80 іграх. Тож по завершенню сезону, 15 липня 2014, Рібейро підписав однорічний контракт на суму $1,05 мільйонів доларів з «Нашвілл Предаторс».
1 липня 2015, після вдалого сезону 2014/15, в якому Майк набрав 62 очка (15 + 47) підписав дворічний контракт на $7 мільйонів доларів з «Нашвіллом».
Останній сезон став для Майка не таким вдалим, як торішній, він відіграв половину регулярного чемпіонату і вирушив до фарм-клубу «Мілвокі Едміралс», де і завершив сезон.

## Збірна
Був гравцем молодіжної збірної Канади, у складі якої брав участь у 7 іграх, бронзовий призер чемпіонату світу 2000.

## Нагороди та досягнення
- Кубок RDS (ГЮХЛК) — 1998.
- Друга команда всіх зірок ГЮХЛК — 1998.
- Жан Беліво Трофі (ГЮХЛК) — 1999.
- Перша команда всіх зірок ГЮХЛК — 1999.
- Учасник матчу молодих зірок НХЛ — 2002.
- Учасник матчу усіх зірок НХЛ — 2008.

## Статистика

### Клубні виступи
| Сезон        | Клуб                    | Ліга         | Регулярний сезон | Регулярний сезон | Регулярний сезон | Регулярний сезон | Регулярний сезон | Плей-оф | Плей-оф | Плей-оф | Плей-оф | Плей-оф |
| Сезон        | Клуб                    | Ліга         | І                | Г                | П                | О                | ШХ               | І       | Г       | П       | О       | ШХ      |
| ------------ | ----------------------- | ------------ | ---------------- | ---------------- | ---------------- | ---------------- | ---------------- | ------- | ------- | ------- | ------- | ------- |
| 1997–98      | «Руен-Норанда Хаскіс»   | ГЮХЛК        | 67               | 40               | 85               | 125              | 55               | 6       | 3       | 1       | 4       | 0       |
| 1998–99      | «Руен-Норанда Хаскіс»   | ГЮХЛК        | 69               | 67               | 100              | 167              | 137              | 11      | 5       | 11      | 16      | 12      |
| 1998–99      | «Фредеріктон Канадієнс» | АХЛ          | —                | —                | —                | —                | —                | 5       | 0       | 1       | 1       | 2       |
| 1999–00      | «Руен-Норанда Хаскіс»   | ГЮХЛК        | 2                | 1                | 3                | 4                | 0                | —       | —       | —       | —       | —       |
| 1999–00      | «Квебек Ремпартс»       | ГЮХЛК        | 21               | 17               | 28               | 45               | 30               | 11      | 3       | 20      | 23      | 38      |
| 1999–00      | «Квебек Цитаделлес»     | АХЛ          | 3                | 0                | 0                | 0                | 2                | —       | —       | —       | —       | —       |
| 1999–00      | «Монреаль Канадієнс»    | НХЛ          | 19               | 1                | 1                | 2                | 2                | —       | —       | —       | —       | —       |
| 2000–01      | «Квебек Цитаделлес»     | АХЛ          | 74               | 26               | 40               | 66               | 44               | 9       | 1       | 5       | 6       | 23      |
| 2000–01      | «Монреаль Канадієнс»    | НХЛ          | 2                | 0                | 0                | 0                | 2                | —       | —       | —       | —       | —       |
| 2001–02      | «Квебек Цитаделлес»     | АХЛ          | 23               | 9                | 14               | 23               | 36               | 3       | 0       | 3       | 3       | 0       |
| 2001–02      | «Монреаль Канадієнс»    | НХЛ          | 43               | 8                | 10               | 18               | 12               | —       | —       | —       | —       | —       |
| 2002–03      | «Гамільтон Булдогс»     | АХЛ          | 3                | 0                | 1                | 1                | 0                | —       | —       | —       | —       | —       |
| 2002–03      | «Монреаль Канадієнс»    | НХЛ          | 52               | 5                | 12               | 17               | 6                | —       | —       | —       | —       | —       |
| 2003–04      | «Монреаль Канадієнс»    | НХЛ          | 81               | 20               | 45               | 65               | 34               | 11      | 2       | 1       | 3       | 18      |
| 2004–05      | «Еспоо Блюз»            | СМ-ліга      | 17               | 8                | 9                | 17               | 4                | —       | —       | —       | —       | —       |
| 2005–06      | «Монреаль Канадієнс»    | НХЛ          | 79               | 16               | 35               | 51               | 36               | 6       | 0       | 2       | 2       | 0       |
| 2006–07      | «Даллас Старс»          | НХЛ          | 81               | 18               | 41               | 59               | 22               | 7       | 0       | 3       | 3       | 4       |
| 2007–08      | «Даллас Старс»          | НХЛ          | 76               | 27               | 56               | 83               | 46               | 18      | 3       | 14      | 17      | 16      |
| 2008–09      | «Даллас Старс»          | НХЛ          | 82               | 22               | 56               | 78               | 52               | —       | —       | —       | —       | —       |
| 2009–10      | «Даллас Старс»          | НХЛ          | 66               | 19               | 34               | 53               | 38               | —       | —       | —       | —       | —       |
| 2010–11      | «Даллас Старс»          | НХЛ          | 82               | 19               | 52               | 71               | 28               | —       | —       | —       | —       | —       |
| 2011–12      | «Даллас Старс»          | НХЛ          | 74               | 18               | 45               | 63               | 66               | —       | —       | —       | —       | —       |
| 2012–13      | «Вашингтон Кепіталс»    | НХЛ          | 48               | 13               | 36               | 49               | 53               | 7       | 1       | 1       | 2       | 10      |
| 2013–14      | «Фінікс Койотс»         | НХЛ          | 80               | 16               | 31               | 47               | 52               | —       | —       | —       | —       | —       |
| 2014–15      | «Нашвілл Предаторс»     | НХЛ          | 82               | 15               | 47               | 62               | 52               | 6       | 1       | 4       | 5       | 4       |
| 2015–16      | «Нашвілл Предаторс»     | НХЛ          | 81               | 7                | 43               | 50               | 62               | 12      | 0       | 2       | 2       | 16      |
| 2016–17      | «Нашвілл Предаторс»     | НХЛ          | 46               | 4                | 21               | 25               | 14               | —       | —       | —       | —       | —       |
| 2016–17      | «Мілвокі Едміралс»      | АХЛ          | 28               | 5                | 21               | 26               | 18               | 3       | 0       | 3       | 3       | 0       |
| Усього в НХЛ | Усього в НХЛ            | Усього в НХЛ | 1074             | 228              | 565              | 793              | 577              | 67      | 7       | 27      | 34      | 68      |

### Збірна
| Рік              | Команда          | Турнір           | Місце            | І | Г | П | О | ШХ |
| ---------------- | ---------------- | ---------------- | ---------------- | - | - | - | - | -- |
| 2000             | Канада           | МЧС              | 3                | 7 | 0 | 2 | 2 | 0  |
| Молодіжна збірна | Молодіжна збірна | Молодіжна збірна | Молодіжна збірна | 7 | 0 | 2 | 2 | 0  |